# Осада Фамагусты
Оса́да Фамагу́сты (итал. Assedio di Famagosta; исп. Asedio de Famagusta; 1570—1571) — эпизод Кипрской войны, осада османскими войсками города Фамагуста, последнего оплота Венецианской республики на Кипре. Османской армией командовал Лала Мустафа-паша, защиту города возглавлял Маркантонио Брагадин. К 17 сентября 1570 года в ходе боевых действий османы подчинили себе весь остров, кроме Фамагусты. Венецианский гарнизон и жители города продержались 11 месяцев, выдержав семь штурмов и 150 000 артиллерийских залпов. Не получив помощи из Венеции и от Священной лиги, Маркантонио Брагадин в конечном счёте был вынужден сдать город 1 августа 1571 года. Хотя Лала Мустафа-паша обещал гарнизону и жителям свободный выход, он не сдержал обещание и жестоко расправился со всеми защитниками города. Взятие города завершило завоевание Кипра османской армией. Вскоре после падения Фамагусты османский флот был побеждён Священной лигой в битве при Лепанто, но Кипр остался под османским владычеством до XX века.

## Предыстория
Кипр — один из крупнейших островов Средиземного моря, богатый ресурсами, — находился под венецианским владычеством с 1489 года. Вместе с Критом это было одно из главных заморских владений республики, население которого к 1570 году составляло 180 000 человек. Выгодное местоположение Кипра позволяло контролировать торговлю с Левантом; на острове было налажено производство хло́пка и сахара.
После завершения длительной войны в Венгрии с Габсбургами в 1568 году Селим II обратил своё внимание на Кипр. Сторонники войны в Стамбуле имели перевес, несмотря на то, что «партию мира» возглавлял великий визирь Соколлу Мехмед-паша и что мирный договор с Венецией был возобновлён лишь год назад, в 1567 году. Шейх аль-ислам Эбусууд-эфенди выдал фетву, оправдывавшую нарушение мирного договора. Формальным обоснованием для нарушения договора послужило то, что когда-то (краткий период времени в VII веке) Кипр был «землёй ислама» и что этот статус, по исламским представлениям, следовало восстановить. К началу 1570 года османские приготовления к войне стали очевидны, и отправленные байло Маркантонио Барбаро предупреждения убедили Большой совет, что война неизбежна. Подкрепления и деньги были поспешно высланы и на Крит, и на Кипр. 27 июня османский флот, состоявший приблизительно из 350—400 кораблей и перевозивший османскую армию, отплыл к Кипру. 1 июля флот прибыл к Салинесу, расположенному недалеко от Ларнаки, где армия высадилась и направилась к столице страны — Никосии. К этому моменту венецианцы не пришли к единому мнению о стратегии защиты и не были готовы отразить нападение, поэтому командующими было решено укрыться в фортах и продержаться до прибытия подкрепления. Осада Никосии началась 22 июля и продолжалась семь недель. 9 сентября османам удалось прорваться в город. Последовала резня, после которой 20-тысячный город опустел; уцелели только женщины и дети, которых обратили в рабство. Османы отрубили голову Николо Дандоло, возглавлявшему оборону столицы. Османские командующие отправили с местным крестьянином письмо главе войск Фамагусты Брагадину, сообщая, что Никосия пала, а её защитники были «все разрублены на куски», и предлагая данному военачальнику капитулировать, «чтобы мы могли отправлять вас на наших кораблях туда, куда вы хотите отправиться в земли христиан, иначе вы можете быть уверены, что мы убьём вас всех, как взрослых, так и детей». По словам виконта Вальдерио, многие не могли поверить в падение Никосии, которая была намного лучше защищена, чем Фамагуста. Однако, когда вечером 10 (или 11) сентября другой крестьянин привёз в Фамагусту голову Дандоло, даже сомневающимся стало очевидно, что османы захватили столицу Кипра. Вальдерио писал, что Брагадин отправил ответ с отказом сдаться тогда же, 10 (или 11) сентября. После падения Никосии крепость Кирения на севере сдалась без сопротивления. К этому моменту общие венецианские потери (включая местное население) оценивались современниками уже в 56 000 убитых и взятых в плен.

## Осада

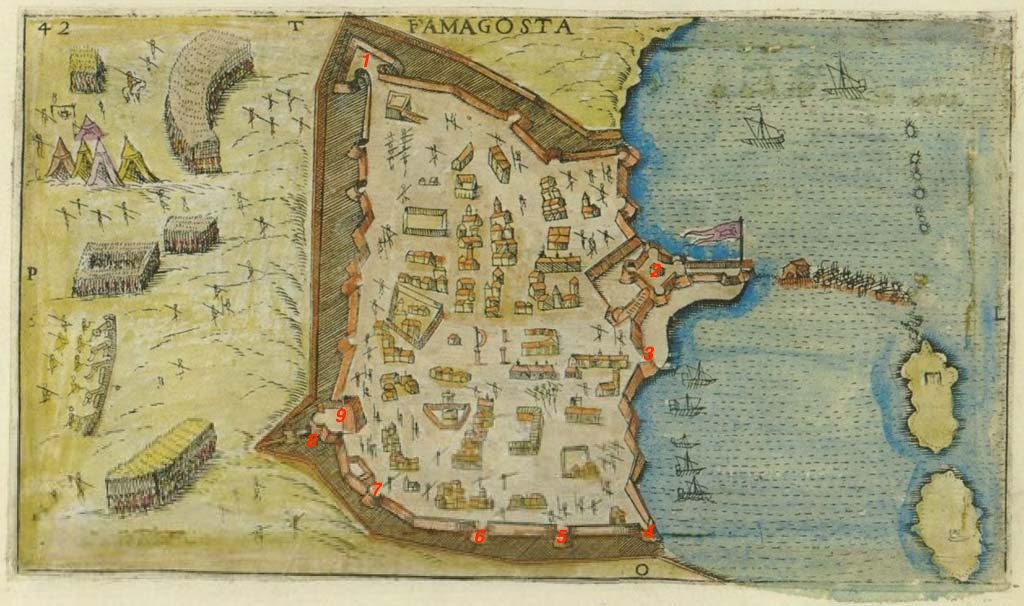

Начало осады (сентябрь 1570 — июнь 1571 года)
15 сентября 1570 года османская кавалерия появилась у последнего венецианского оплота на острове, Фамагусты, где ещё 1 сентября захватчики установили свои батареи. Фамагуста располагалась в середине полукруглой бухты, вход в гавань, обращённый на север, был перекрыт цепью. Небольшая крепость с четырьмя башнями, построенная на античном фундаменте, защищала порт. Со стороны суши город был окружён каменными стенами длиной две мили с бастионами, за стенами был ров от 12 до 15 футов шириной, контрэскарпы были сделаны из камня. На одном из сухопутных флангов у Лимассольских ворот стояла большая башня или крепость, называемая «II Диамантино», Равелин или Брей (Brey). С другой стороны был большой бастион с двойными фланками, построенный незадолго до войны. Снаружи он выглядел практически неприступным (бастион Мартиненго). На стене были и другие башни, небольшого размера — на каждой едва ли можно было разместить шесть орудий, да и те должны были быть небольшими. Башни побольше располагались между Лимассольскими воротами и Арсеналом. Венецианский гарнизон Фамагусты весной насчитывал 4000 венецианских пехотинцев и 200 албанских бойцов, а к началу осады в распоряжении командующего гарнизоном Маркантонио Брагадина было около 8500 человек с 90 артиллерийскими орудиями. Помимо Брагадина, оборону Фамагусты возглавляли Лоренцо Тьеполо, капитан Пафоса, и генерал Асторре Бальони (последний губернатор венецианского Кипра). Силы противника насчитывали, по разным оценкам, от 80 000 до 200 000 человек и от 74 до 145 артиллерийских орудий.
Османы применили новую тактику: весь пояс рвов, окружавших город и внешнюю равнину, был заполнен землёй до верха укреплений. Тем временем захватчики вырыли несколько туннелей к городским стенам и под укреплениями для закладки пороха, чтобы подорвать их. В последующие месяцы османы прокопали в радиусе трёх миль вокруг крепости огромную сеть траншей, которые служили укрытием для османских войск. Когда осадные окопы приблизились к стенам и оказались в пределах досягаемости артиллерии венецианцев, то по приказу Лалы Мустафа-паши были возведены десять временных крепостей из дерева, мешков земли и тюков хлопка. Однако османам не хватало кораблей, чтобы полностью заблокировать город со стороны моря, поэтому венецианцы ещё могли снабжать Фамагусту и присылать подкрепления. В то же время попытка великого визиря Мехмед-паши подписать сепаратный мир с Венецией провалилась. Великий визирь предложил Большому совету сохранить торговую базу в Фамагусте, если Республика уступит османам весь остальной остров, но венецианцы, воодушевлённые недавним захватом Дураццо и переговорами о создании христианской лиги, отказались.
12 мая 1571 года началась интенсивная бомбардировка укреплений Фамагусты. Чтобы не допускать одновременной гибели командующих, Маркантонио Брагадин занял башню Андруцци, Асторре Бальони — Санта-Напа, Лоренцо Тьеполо — Кампо-Санто. 29 мая в Фамагусту смог добраться венецианский фрегат, как писал Мартиненго, «принеся нам надежду на помощь и воодушевив».
Первый штурм

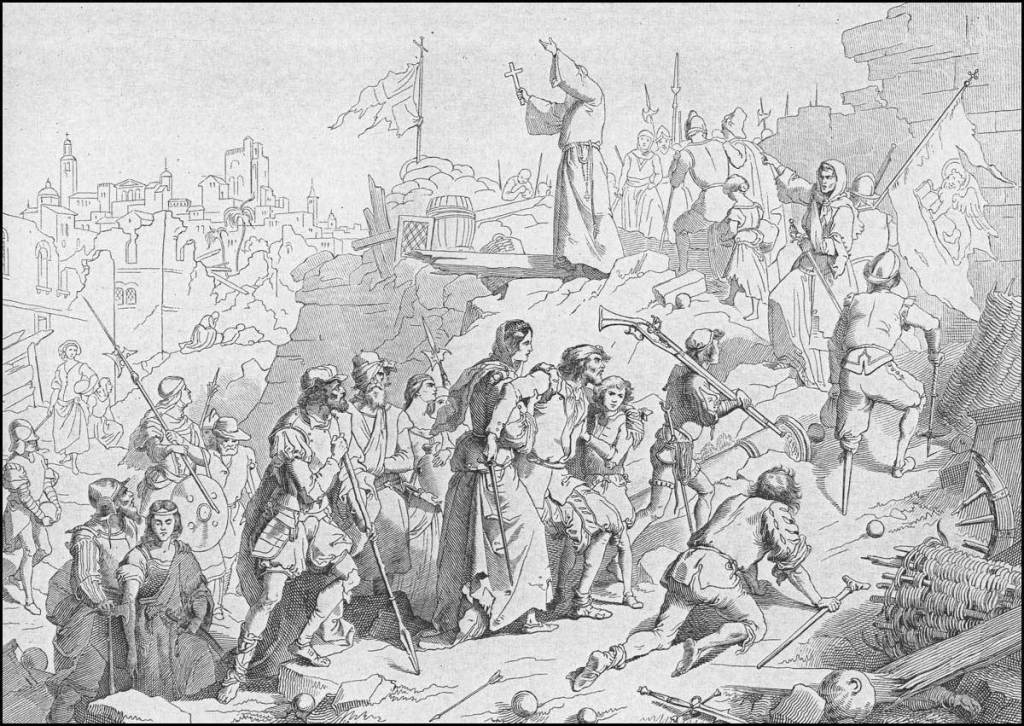
Дж. Л. Гаттери, 1862
Все жители готовы оборонять город

21 июня под стенами города (в шахте, прорытой под башней Арсенала) была взорвана большая мина, и османская армия предприняла первый штурм: Джанбулат-бей атаковал через пролом, в то же самое время другие османские отряды атаковали через подкоп. В отражении этого штурма участвовали Нестор Мартиненго и Бальони. По словам Мартиненго, Брагадин и Марио Квирини находились недалеко, готовые прийти на помощь и сменить уставших и раненых. Османы атаковали 5 или 6 раз, но прорваться в город не смогли.

Капитан замка дал залп из крепостных батарей, и множество нападавших было убито. Выживший участник защиты города, киприот Алессандро Подакатаро писал, что в бою погибли «четверо бейлербеев, наиболее любимых пашою (Мустафа-пашой)». По словам Подакатаро, погибло и около 150 защитников, и греков, и венецианцев, среди которых был и его брат. Другой спасшийся защитник города, прибывший на Кипр из Венеции Нестор Мартиненго оценивал число защитников, погибших или раненых либо напрямую от выстрелов, либо под завалами стен, как несколько меньшее — 100 человек. Греческий и латинский епископы с поднятыми крестами молились за спиной у защитников. Женщины таскали камни, чтобы заделывать бреши, приносили воду и занимались ранеными. Ещё один венецианский фрегат (последняя помощь осаждённым) прорвался к гавани Фамагусты 22 июня.
Второй штурм

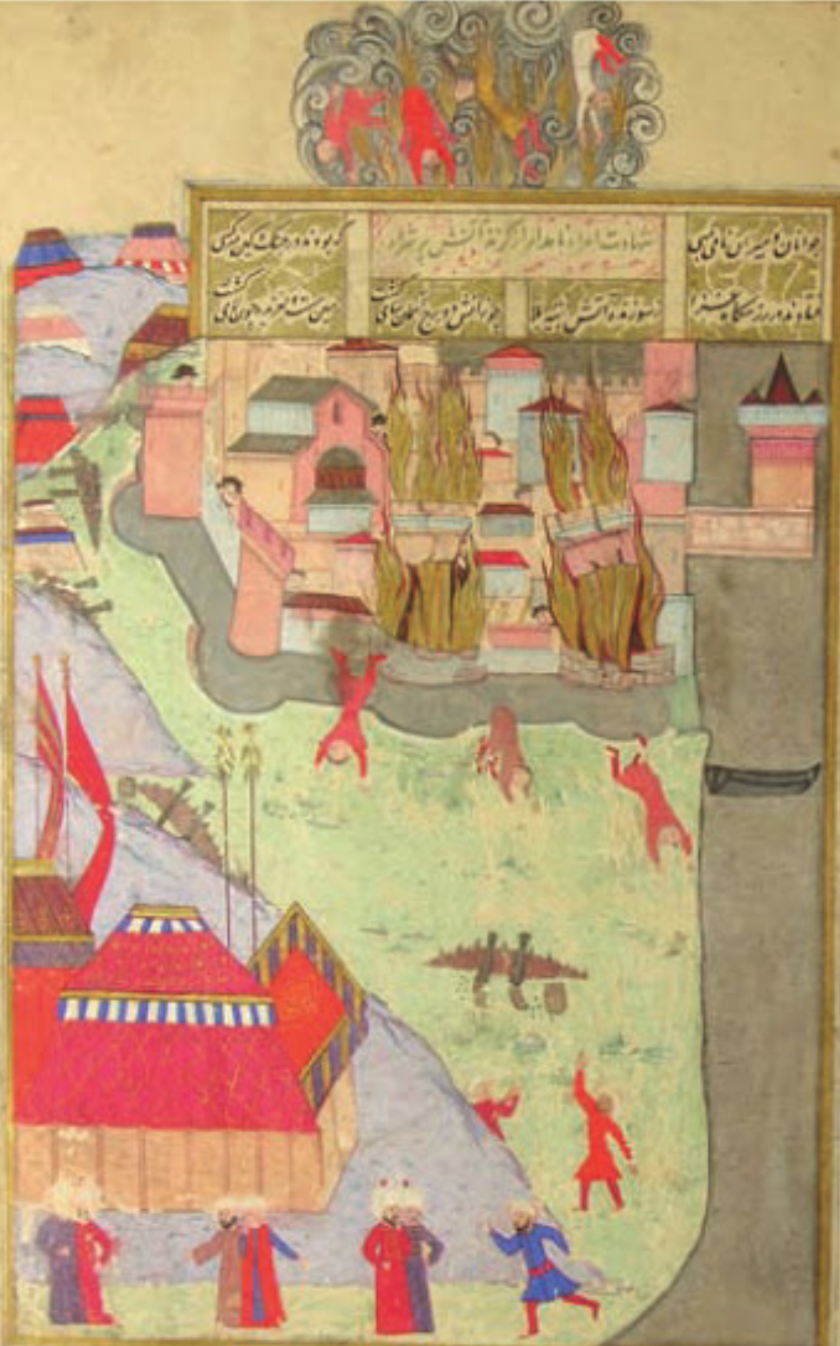
Взрыв на башне Равелин,
Шехнаме-и Селим-хан, TSM, A3595, fol. 119a. 1581 год

29 июня османские минёры взорвали ещё один мощный заряд в подкопе под основанием башни Равелин, «вызвавший великие разрушения, создавая лёгкий путь для нападения врага», после чего состоялся ещё один штурм. Мустафа лично командовал штурмом, а оборонявшихся воодушевлял епископ Лимасола. Штурм продолжался 6 часов. Согласно донесению капитана Анджело Гатто, пережившего осаду, 2 июля епископ Лимасола от имени граждан просил Брагадина капитулировать, но тот призвал жителей сопротивляться хотя бы ещё две недели, надеясь на скорое прибытие помощи.
Третий штурм
После двух неудачных штурмов Мустафа-паша решил сменить тактику. Он велел сосредоточить все орудия напротив южных стен города и вести непрерывный обстрел. Сила обстрела была такова, что, по словам Мартиненго, «за день и ночь 8 июля было насчитано 5000 выстрелов, враг нанёс такой ущерб нашим парапетам, что мы чинили их с огромными усилиями, потому что наши люди, которые там работали, попадали под обстрел». 9 июля османы провели очередной штурм бастионов Санта-Напа, Андруцци, Арсенал и куртин между ними. Более 6 часов шёл бой, и атакующие были отброшены в четырёх местах. Во время ожесточённого боя, не видя иной возможности отбросить прорвавшихся османов, Асторре Бальони приказал взорвать заложенные под Равелином заряды. Вместе с тысячей (по словам А. Гатто) османов погибло и сто защитников. Оборонявшиеся были вынуждены оставить сильно разрушенный Равелин. Бастион был настолько повреждён, что в нём не оставалось места для укрытия, и в итоге больше никто не пытался его восстановить.
Четвёртый штурм
14 июля состоялся ещё один штурм. На этот раз османы направили основной удар на Сухопутные (Лимассольские) ворота города. Асторре Бальони и Алвизе Мартиненго провели контратаку на ворота, убив многих из осаждавших, по словам Нестора Мартиненго. Затем взорвали мину на левом фланге Равелина, «которая убила около 400 турок, и лорд Бальони захватил вражеский штандарт, вырвав его из рук турка». В стене в результате взрывов и подкопов появились бреши, ослабившие линию обороны. На следующий день османы взорвали подкоп, вырытый под куртиной между Кампо-Санто и Арсеналом. Они не атаковали, а занимались повышением насыпей у окопов.
Последние штурмы

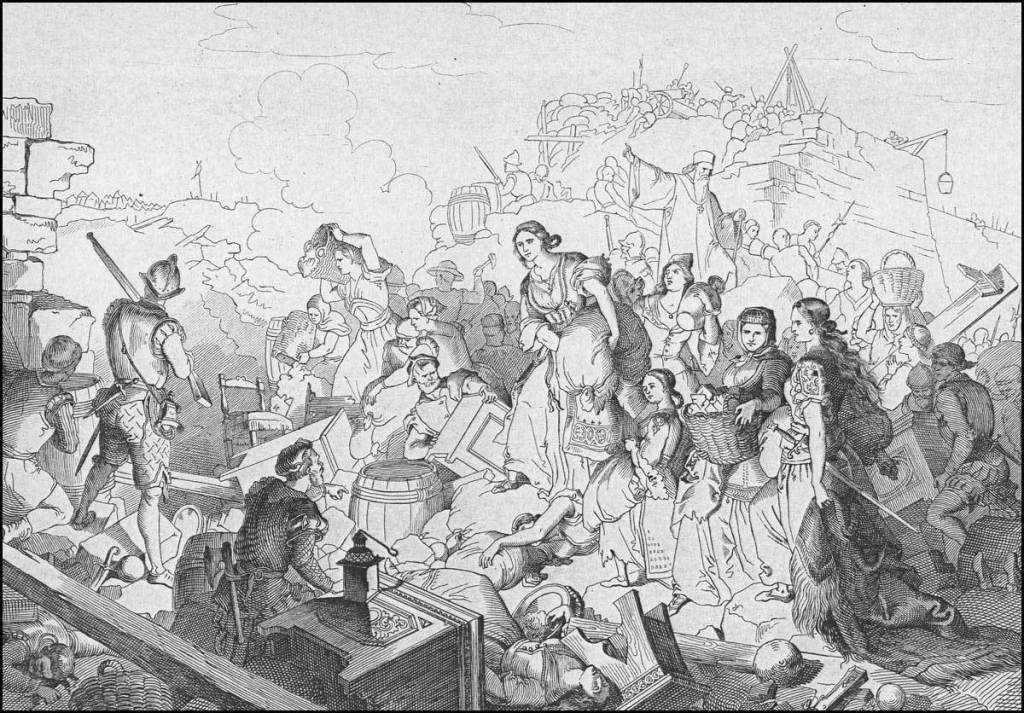
Дж. Л. Гаттери, 1862
Жители заделывают брешь в стене подручными средствами

Примерно к 19/20 июля и граждане, и солдаты потеряли надежду. Силы оборонявшихся к этому времени сократились до пятисот итальянских солдат, количество греческих защитников тоже сильно уменьшилось. Все защитники устали, недоедали и отчаялись получить помощь. Пьетро Вальдерио писал: «…мы вынуждены были есть кошек, собак, лошадей, ослов, мышей и других нечистых животных, чтобы продержаться в Фамагусте, ожидая помощи». Как писал Подакатаро, около 20 июля видные граждане Фамагусты обратились с петицией к Брагадину, прося его сдаться на почётных условиях (чтобы были пощажены «целомудрие их жён и безопасность их детей, которые могут стать жертвами врага»). Командующий, стараясь развеять их страхи, сказал, что помощь обязательно придёт. Чтобы успокоить жителей, Брагадин отправил фрегат в Кандию, чтобы проинформировать власти о том тяжёлом положении, в котором оказался город. Это было последнее донесение, которое Брагадин смог переслать, — оно датировано 19 июля, было подписано Брагадином и Лоренцо Тьеполо и адресовано дожу, генерал-капитану армии и венецианскому командованию на Крите. Письмо содержало призыв о помощи и извещало, что судьба Фамагусты предрешена
Через несколько дней, 23 июля, со стрелой, пущенной за стены, прибыло послание Мустафы, предлагавшего капитулировать под гарантии личной безопасности для всех жителей и защитников. Письмо обсуждалось венецианскими командирами, но греческий виконт (капитан) города Вальдерио и другие жители Фамагусты не присутствовали при этом. К Вальдерио явилась делегация жителей, просивших его отправиться «в качестве главы города» к Брагадину и ещё раз просить его капитулировать. В конце июля Вальдерио переговорил в Арсенале с Асторре Бальони, который также полагал, что больше город держаться не может. По словам А. Гатто, в городе осталось лишь два барреля пороха для аркебуз и пять баррелей пушечного пороха. На состоявшемся совете Вальдерио как глава города официально потребовал капитулировать, но Брагадин со слезами (по словам Вальдерио) заклинал жителей блюсти верность Венеции. 26 или 27 июля Вальдерио явился к Брагадину с третьей просьбой о капитуляции, напоминая, что содержание гарнизона легло на плечи горожан, которые более не в состоянии прокормить и себя. Брагадин опять (тоже со слезами на глазах) напоминал ему о преданности. Мартиненго писал, что после масштабного взрыва подкопов вдоль южной стены 29 июля османы произвели пятый, шестой и седьмой штурмы 29, 30 и 31 июля соответственно.
В своём описании пятого штурма Гатто уточнял, кто из османских пашей и беев какие бастионы атаковал. Он также сообщал, что после шестого штурма в городе едва ли осталось девятьсот итальянских защитников, причём многие из них были ранены. Кроме того, Гатто описывал седьмой штурм как «ужаснейший общий штурм всех батарей» (итал. horrendissimo assalto generale tutte le batterie). Киприоты, оставившие описания осады (Подакатаро и Вальдерио), не приводили таких подробностей последних штурмов. Венецианские историки Уберто Фольетта и Джанпьетро Контарини (оба опубликовали исследования Кипрской войны в 1572 году) описали шесть штурмов города: 21 и 29 июня, 9, 14, 20 и 30 июля. Историк К. Сеттон насчитал семь атак: 21 и 29 июня, 9, 14, 29, 30, 31 июля.
Капитуляция

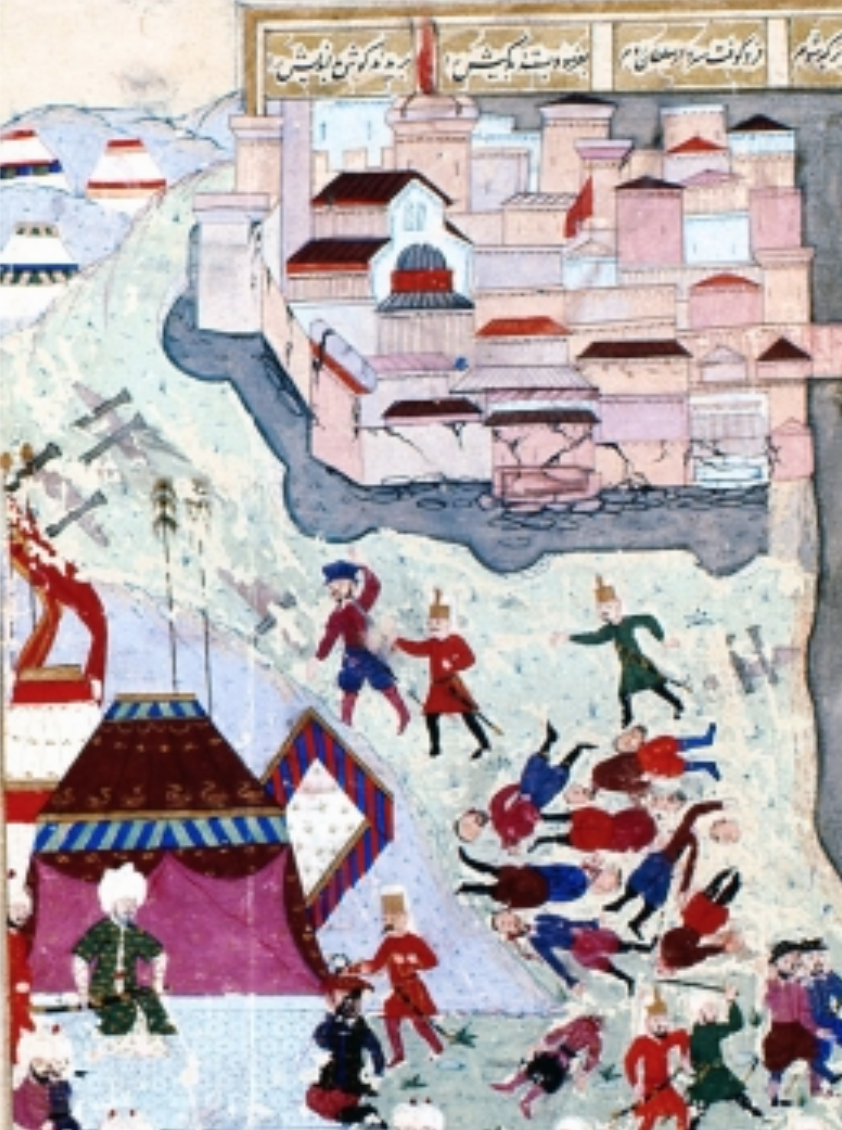
Убийство венецианских офицеров в Фамагусте.
Шехнаме-и Селим-хан, TSM, A3595, fol. 122a. 1581 год

31 июля после дня ожесточённых боёв османы прорвались в город через бреши в стенах. Запасы и боеприпасы практически закончились, никаких признаков помощи из Венеции так и не было, и 1 августа гарнизон решил сдать город. Согласно письму, подготовленному Вальдерио для подачи прошения о сдаче города (итал. La Scrittura presentata alii Eccellentissimi), город к этому моменту выдержал шестьдесят восемь дней мощной бомбардировки (150 000 артиллерийских залпов, включая выстрелы из 106 василисков и более 100 других пушек). Брагадин, наконец, поднял белый флаг и запросил у Лала Мустафа-паши условия капитуляции. Согласно Подакатаро, Бальони хотел убедиться, что послание для Мустафа-паши попадёт к османам «в ту же ночь», чтобы избежать атаки на следующее утро, и спросил, есть ли желающий доставить ночью письмо, и Вальдерио вызвался сделать это лично.
В обмен на сдачу города османский командующий милостиво согласился с тем, что все выжившие защитники города могут выйти под своим флагом, и гарантировал им безопасную эвакуацию на Крит. Жителям же разрешалось или немедленно уехать, или подождать с принятием решения два года. В течение следующих трёх дней подготовка к эвакуации проходила гладко, жители и защитники грузились на суда. Оставалось только символически и в торжественной обстановке передать ключи от города. Но, несмотря на то, что венецианцы капитулировали под гарантии свободного возвращения домой, которые Лала Мустафа-паша заверил и своей подписью, и печатью султана, он своё слово не сдержал.

## Судьба сдавшихся

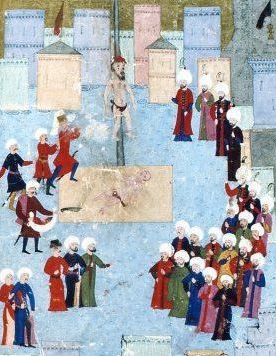
С Маркантонио Брагадина сдирают кожу.
Шехнаме-и Селим-хан, TSM, A3595, fol. 125b. 1581 год

На церемонии капитуляции 5 августа, где Брагадин должен был передать освободившийся от жителей и защитников город Мустафе, османский военачальник, первоначально встретив его с любезностью, начал вести себя странно. Источники писали, что Мустафа узнал об убийстве по приказу Брагадина 50 мусульманских паломников, среди которых были его люди: якобы глава обороны Фамагусты нарушил своё обещание их безопасности. Османский командующий обвинил Брагадина и потребовал объяснений, на что последний ответил отрицанием убийства, повёл себя заносчиво и, вероятно, сказал Мустафе, что тот пытается найти предлог для мести за то, что несколько сотен венецианских солдат смогли в течение многих месяцев противостоять его 250 000 османских солдат. Внезапно Мустафа вытащил кинжал и отрезал правое ухо Брагадина, велев отрезать оставшееся и вырвать ноздри. Когда два палача подошли к киприотскому военачальнику, он «вытянул шею два или три раза, ожидая смерти и поручив душу Богу, но они только отрезали ему уши и вырвали ноздри», — писал Мартиненго. Губернатора Асторре Бальони, который начал упрекать османского командующего в несоблюдении соглашения о капитуляции, Мустафа приказал убить. Началась резня, итогом которой стали 350 голов у шатра паши. Был убит даже семидесятилетний Лоренцо Тьеполо, с которым ранее в Стамбуле у Лала Мустафа-паши были почти дружеские отношения. Пьетро Вальдерио, которого Мустафа посадил возле своих ног, писал: «…они не оставили никого живым, кого нашли в лагере. Это случилось в одно мгновение». По словам того же автора, его самого хотели связать, но «владыка-паша приказал им оставить меня в покое, потому что я был [его] подопечным, и он сам взял меня за руку и посадил меня на правую сторону». Вальдерио удалось заступиться за греков — жителей Фамагусты, которых Мустафа пощадил, поскольку османам не нужны были пустые колонии. Им были нужны граждане, которых можно обложить налогом. Вальдерио писал, что граф Эрколе Мартиненго (представлявший ценность как предмет торга) был укрываем драгоманом, евнухом Мустафа-паши, до тех пор, пока не прошёл гнев хозяина. По словам Нестора Мартиненго, «трое греков, которые были в шатре, были оставлены в покое». На самом деле греков было пятеро: Вальдерио, капитан Дардано, купец Дмитрий Варгас, купец Анджело ди Никколо и Маттео Колти. Рассказ Подакатаро о событиях в шатре Мустафы совпадает с рассказом Вальдерио и основан на словах Анджело ди Никколо, с которым они встретились через несколько месяцев в Венеции. Греков на следующее утро отпустили по домам.
Через две недели, 17 августа 1571 года, после пыток и издевательств Брагадин принял мученическую смерть: с него содрали живьём кожу на глазах оставшихся в живых и ставших пленниками жителей и защитников Фамагусты. Затем четвертованное тело бывшего военачальника было выставлено в качестве военного трофея, а из его кожи сделали чучело, сшив её и набив соломой. В таком виде верхом на осле останки казнённого возили по улицам Фамагусты. Головы казнённых военачальников и кожу Брагадина Лала Мустафа-паша привёз в Стамбул в подарок султану.

## Итог
Взятие Фамагусты завершило покорение османами Кипра. Он оставался под властью Османской империи до 1878 года, когда был передан Британии в качестве протектората. Османский суверенитет продолжался до начала Первой мировой войны, когда остров был окончательно аннексирован Великобританией, став её колонией в 1925 году.
Однако турки потеряли в пяти крупных штурмах Фамагусты около 50 000 человек погибшими. Преодоление сопротивления защитников города потребовало огромных усилий со стороны османов, которые отдали столько сил осаде, что оказались не готовы к битве при Лепанто.

## Свидетельства очевидцев
Осада Фамагусты, судьба её жителей и защитников и казнь Маркантонио Брагадина описаны в донесениях и воспоминаниях нескольких очевидцев, переживших осаду:
- Пьетро Вальдерио, виконт Фамагусты

Пьетро написал «Guerra di Cipro», воспоминания об осаде, названные медиевистом К. Сеттоном «лучшим свидетельством очевидца».
- Нестор Мартиненго

Прибыл в Фамагусту в качестве добровольца с колонной Марио Квирини. Ночью 5 августа ему удалось спрятаться в доме грека. Позже его передали турецкому офицеру, рабом которого Нестор стал. Ему чудом удалось сбежать, и после различных приключений он стал первым вернувшимся в Венецию защитником Фамагусты. Для Сената Республики он написал доклад, который был опубликован в 1572 году. Его рассказ историки считают важным, беря за основу изложения. Джанпьетро Контарини, Анджело Калепио, Пьетро Бизарро, Бартоломео Серено, Уберто Фольетта и Антонио Мария Грациани использовали его как главный источник, иногда повторяя его дословно.
- Анджело Гатто из Орвието

Солдат удачи, воевавший в отряде Асторре Бальони, с которым он прибыл на Кипр в 1569 году. Анджело находился в Фамагусте с середины августа 1570 года, а 5 июля 1571 года он был повышен до капитана и командовал ротой. После капитуляции стал рабом и был доставлен в Стамбул. В 1573 году он написал отчёт об осаде и судьбе заключённых с намерением отправить его Адриано Бальони, брату своего командира, чтобы попросить его о помощи. Копия рукописи найдена в конце XIX века священником из Орвието Поликарпо Катиззани, который опубликовал её в 1895 году.
- Брат Агостино

Приор монастыря братьев-отшельников Сан-Антонио во время осады. Вероятно, брат Агостино был греческого происхождения. Его сообщение, как указано в самом документе, было зачитано в Сенате 12 февраля 1572 года (вероятно, автором) и напечатано в 1891 году Николо Морозини, который обнаружил его в семейном архиве.
- Анонимный дневник

Это дневник солдата (капитана или офицера), о котором практически ничего не известно, даже то, удалось ли ему вернуться из плена. Опубликован в Венеции в 1879 году Леонардо Антонио Висмарой (или Визинони).
- Алессандро Подакатаро

Знатный грек-киприот прибыл в Фамагусту с отцом и братом, которые впоследствии погибли во время осады. Они привели в город 300 солдат, нанятых на собственные деньги. После осады он попал в плен и пробыл в тюрьме месяц. Мустафа-паша отказывался верить, что он киприот. Подакатаро пробыл тридцать семь дней в цепях, однако французский консул, «который был другом паши», выкупил пленника за 325 цехинов.
- Маттео да Капуа

Капитан, участник защиты города. 28 октября 1571 года из тюрьмы в Стамбуле Маттео написал письмо Маркантонио Барбаро, байло Венеции. В письме он просил заступничества за себя и других заключённых.
- Франческо Меризи Караваджо

Дядя художника был в Фамагусте и чудом спасся. Он описал подробности в своём дневнике.
- Фра Анджело Калепио

Он был очевидцем осады и захвата Никосии, будучи в 1570 году настоятелем доминиканского монастыря в этом городе. Будучи в плену, он расспрашивал товарищей по несчастью о падении Фамагусты. В итоге в своё описание падения Кипра, написанное в 1572 году, фра Анджело включил и рассказ Мартиненго.

## Комментарии
1. Фра Калепио, пленённый в Никосии, писал: «3 октября, в то время как бочки с порохом занесли на борт большого галеона Мехмед-паши, они взорвались и в мгновение ока уничтожили судно,<...> вызвав неописуемую панику во флоте. <...> Турки стремились узнать, кто это сделал и как это произошло, но ничего не могли узнать, потому что ни одна душа не спаслась из тех, кто был на галеоне. <...> Я слыхал, говорил, что знатная киприотка подожгла порох. Это правда, что галеон вёз большое количество очень красивых юношей и прекрасных женщин, в качестве приношения султану, Мехмед-паше и сыну султана Мураду»[1].
2. ↑  Фра Калепио, пленённый в Никосии, писал: «3 октября, в то время как бочки с порохом занесли на борт большого галеона Мехмед-паши, они взорвались и в мгновение ока уничтожили судно,<...> вызвав неописуемую панику во флоте. <...> Турки стремились узнать, кто это сделал и как это произошло, но ничего не могли узнать, потому что ни одна душа не спаслась из тех, кто был на галеоне. <...> Я слыхал, говорил, что знатная киприотка подожгла порох. Это правда, что галеон вёз большое количество очень красивых юношей и прекрасных женщин, в качестве приношения султану, Мехмед-паше и сыну султана Мураду»[1].
3. ↑  Гатто и Мартиненго датируют третий штурм 9 июля, Подакатаро — 10 июля[31].
4. ↑  Гатто и Вальдерио называют 1 августа, Мартиненго — 2 августа[40].
5. ↑  Это иногда интерпретируется как «отрезали нос»[45].